# Anthony Storr
Anthony Storr (18 de mayo de 1920-17 de marzo de 2001) fue un psiquiatra, psicoanalista y autor inglés.

## Biografía

### Antecedentes y educación
Nacido en Londres, Storr se educó en el Winchester College, el Christ's College, Cambridge, y el Westminster Hospital.

### Oxford
En 1974, Storr se mudó de la práctica privada a la enseñanza en el Warneford Hospital de Oxford, hasta su retiro en 1984.

### Vida personal
Storr, como observó uno de sus obituarios, "no es ajeno al sufrimiento". Se casó dos veces, con Catherine Cole (quien se convirtió en escritora de literatura infantil bajo su nombre de casada) en 1942 y con la escritora Catherine Peters en 1970 después de que el primer matrimonio terminara en divorcio.

## Obra
En sus libros, Storr exploró los secretos de los lados oscuros de la psique humana: desviaciones sexuales (Sexual Deviation, 1964), agresión (Human Aggression, 1968) y destructividad (Human Destructiveness, 1972). Al mismo tiempo, vio la posibilidad de un uso creativo de estos impulsos espontáneos y de redirigirlos hacia logros deportivos, científicos y artísticos (The Dynamics of Creation, 1972).
En su último libro Feet of Clay. Saints, Sinners,  and Madmen: Power and Charisma of Gurus (1996) Storr rastrea patrones comunes, a menudo relacionados con trastornos psicóticos, que conforman el desarrollo del gurú. Cuestiona la salud mental de Jesús al insinuar que hay similitudes psicológicas entre "mesías" locos como Jim Jones o David Koresh, y líderes religiosos respetados, incluido Jesús. Su estudio es una tentativa de ver a este último como uno de muchos gurús.

### Listado selecto de obras
- The Integrity of the Personality (1961) ISBN 978-0-345-37585-8
- Sexual Deviation (1964) ISBN 978-0-14-020649-4
- Human Aggression (1968) ISBN 978-0-689-10261-5
- Human Destructiveness (1972) ISBN 978-0-435-82190-6
- The Dynamics of Creation (1972) ISBN 978-0-689-10455-8
- Jung (1973)  ISBN 0-00-633166-1
- The Essential Jung (1983) ISBN 0-691-08615-X
- The School of Genius (1988) ISBN 90-254-6789-X
- Solitude: A Return to the Self (1988) ISBN 0-00-654349-9 — edición en rústica de The School of Genius
- Freud: A Very Short Introduction (1989) ISBN 0-19-285455-0
- Art of Psychotherapy (1990) ISBN 0-415-90302-5
- Churchill's Black Dog, Kafka's Mice, and Other Phenomena of the Human Mind (1990) ISBN 0-00-637566-9
- Human Destructiveness: The Roots of Genocide and Human Cruelty (1991) ISBN 978-0-415-07170-3 – edición completamente revisada de Human Destructiveness
- Music and the Mind (1993) ISBN 0-00-215398-X
- Feet of Clay; Saints, Sinners, and Madmen: A Study of Gurus (1996) ISBN 0-684-82818-9
- The Essential Jung: Selected Writings (1999) ISBN 0-00-653065-6

## Edición en español
- Sobre la violencia, Editorial Kairós, 2015. ISBN 978-84-7245-055-4
- La agresividad humana, Alianza Editorial, 2004. ISBN 978-84-206-5859-9
- La música y la  mente. El fenómeno auditivo y el por qué de las pasiones, Editorial Paidós, 2002. ISBN 978-84-493-1216-8
- Soledad, Editorial Debate, 2001. ISBN 978-84-8306-394-1
- Las desviaciones sexuales, Editorial Paidós, 1975. ISBN 978-950-00-2023-7
- Jung, Editorial Grijalbo, 1974. ISBN 978-84-253-0314-2